# アレシャンドレ・ネグリ
アレシャンドレ・ネグリ（ポルトガル語: Alexandre Negri、ギリシア語: Αλεχανδρε Νεγρι、1981年3月27日 - ）は、ブラジル生まれでキプロスに帰化した元サッカー選手。現役時代のポジションはGK。

## クラブ歴
AAポンチ・プレッタで選手となった。その後、ACアジャクシオ、FCウニヴェルシタテア・クラヨーヴァを経て、フォルタレーザECに移籍しブラジルに復帰した。
2006年にアリス・テッサロニキFCに移籍。2007年にAPOPキニュラースFCに移籍しキプロスデビューするとAEKラルナカに長く在籍した。

## 代表歴
ブラジル代表として2003 CONCACAFゴールドカップに参加したが、ブラジル代表での出場機会はなかった。
その後キプロスに帰化し、2015年10月にUEFA EURO 2016予選・ボスニア・ヘルツェゴビナ代表戦のキプロス代表メンバーに選ばれたが、キプロス代表でも出場機会は無かった。